# Heal the World Foundation
La Heal the World Foundation è stata un'associazione benefica fondata dal cantautore, ballerino e filantropo statunitense Michael Jackson nel 1992 con lo scopo di aiutare i bisognosi, specialmente i bambini delle zone colpite dalle guerre e malati terminali. Il nome dell'associazione si ispirava alla canzone Heal the World estratta come singolo dall'album Dangerous e pubblicata da Jackson lo stesso anno e i cui proventi andarono ad aiutare tale associazione omonima.

## Finalità
Dobbiamo guarire il nostro pianeta ferito dal caos, dalla disperazione e dalla distruzione insensata che vediamo oggi. La missione di Heal the World, la mia missione, è la guarigione. Pura e semplice. Per guarire il mondo, dobbiamo iniziare guarendo i nostri figli.»
(Michael Jackson, nella conferenza stampa per il lancio della sua organizzazione benefica Heal the World nel 1992)

Michael Jackson mentre interpreta la canzone Heal the World sul palco durante una tappa dell'HIStory World Tour a Monaco di Baviera, in Germania nel 1997.

La Heal the World Foundation venne presentata da Jackson nel 1992 durante una conferenza stampa organizzata con l'aiuto della Pepsi Cola, che donò un milione di dollari all'associazione, in un hangar all'aeroporto londinese di Heathrow. L'associazione fu progettata principalmente per migliorare la vita dei bambini e insegnare loro come migliorare il mondo che li circonda. È stata per anni l'associazione che più di ogni altra, dopo l'UNICEF, ha donato e lavorato in favore dei bambini, di fatto era l'associazione benefica condotta e finanziata da privati che più al mondo operava a favore dei bambini bisognosi di tutto il mondo.
Una delle prime attività condotte dalla Heal the World fu la donazione di viveri, beni di prima necessità, medicine e giocattoli per i bambini di Sarajevo colpiti dalla Guerra in Bosnia ed Erzegovina.
Molte delle attività condotte da Michael Jackson facevano pilotare soldi in questa associazione, per esempio tutti i proventi del grandioso Dangerous World Tour, seconda tournée mondiale di Jackson da solista, furono devoluti a tale associazione. Molte furono anche le collaborazioni internazionali con altre associazioni benefiche come la Make-A-Wish Foundation o la Great Ormond Street Hospital Children's Charity, in Italia, nel 1992, l'associazione collaborò con la Nazionale Cantanti per la Partita del cuore per raccogliere fondi per i bambini malati.
Grazie all'attività della Heal the World Foundation, nel 2000 il Guinness dei primati ha certificato a Michael Jackson il primato come artista che ha donato di più in beneficenza nella storia.

### Heal L.A.
Nel 1993, la Heal The World Foundation di Michael Jackson ha lanciato l'iniziativa Heal L.A., nonché un'iniziativa a fianco dell'ex presidente degli Stati Uniti, Jimmy Carter, per affrontare le questioni della prevenzione all'uso delle droghe tra i giovani e la gestione dei servizi medici ed educativi per gli stessi nelle zone disagiate di Los Angeles. Riguardo a Jackson e al suo progetto caritatevole, William Upton, direttore delle comunicazioni di un gruppo anti-gang nel South Central L.A., ha dichiarato: «Quando si tratta di beneficenza, nessuno si avvicina a lui».

### Heal the Kids
Nel 2001 venne creata una succursale della Heal the World Foundation e nacque la Heal the Kids fondata da Jackson e dal rabbino e scrittore Shmuley Boteach per aiutare i bambini in difficoltà e le loro famiglie. Tale associazione venne presentata da Jackson prima a New York, alla Carnegie Hall, e in seguito in una conferenza all'università di Oxford dove, al termine del suo discorso, venne anche insignito di una laurea honoris causa.

### Chiusura
Nel 2002 la fondazione aveva dichiarato beni per soli 3.542 dollari a fronte di spese di 2.585 dollari. Chiuse nel 2004 poiché si trovò in difficoltà finanziarie e di gestione principalmente a causa del processo a Michael Jackson per accuse di molestie, dimostratesi false durante tale processo, e dalle quali venne pertanto in seguito assolto.

### Nuova associazione
Nel 2009, anno della morte di Michael Jackson, nacque una nuova associazione omonima chiamata sempre Heal the World Foundation e fondata da Melissa Johnson. Sebbene la Johnson abbia dichiarato che un avvocato di Jackson nel 2005 gli avesse dato l'autorizzazione di fondare tale nuova associazione e vi siano stati nel corso del 2010 numerosi contatti tra la famiglia Jackson e questa nuova associazione, nel 2011 gli esecutori testamentari di Michael Jackson, rappresentati dall'avvocato John Branca, ne hanno chiesto la chiusura tramite un'ingiunzione di un giudice americano che vietava l'utilizzo del nome di Jackson da parte di questa nuova associazione perché non avevano i diritti necessari per lo sfruttamento del nome dell'associazione e dell'artista.

### Eredità: Heal Los Angeles
Nel 2017, Prince Jackson, primogenito di Michael Jackson, ispirato dall'associazione fondata da suo padre, ha fondato la Heal Los Angeles, un'associazione caritatevole che si pone come principale obiettivo quello di distribuire pasti e altre prime necessità ai poveri e ai bisognosi. Nel 2020, l'associazione si è premurata di distribuire mascherine e pasti ai senza tetto e alle famiglie in difficoltà di Los Angeles durante l'epidemia da Covid-19.
Prince Jackson ha dichiarato:
(Prince Jackson, dichiarazione ai giornalisti, 2020)

## Supporto e collaborazione con altre associazioni benefiche
Qui di seguito sono riportate alcune delle iniziative dell'associazione e alcune delle principali associazioni benefiche supportate nel corso degli anni da Michael Jackson e dalla Heal the World Foundation:
- AIDS Project L.A.
- AmeriCares
- American Cancer Society
- Angel Food
- Best Buddies
- BEST Foundation
- Big Brothers/Big Sisters of America
- Big Brothers of Greater Los Angeles
- BMI Foundation
- Brotherhood Crusade
- Brothman Burn Center
- California One to One
- Camp Ronald McDonald
- Carousel of Hope Ball
- Childhelp U.S.A.
- Children First
- Children’s Defense Fund
- Children’s Diabetes Foundation
- Children's Institute International
- Cities and Schools Scholarship Fund
- Coalition for Children of the Earth
- Community School/Safe Havens Initiative
- Community Youth Sports & Arts Foundation
- Congressional Black Caucus
- Contacts One Independent Living Center for Children in Moscow
- Crown Princess Maha Chakri Sirindhorn’s charity
- Dakar Foundation
- Dreamstreet Kids
- Dreams Come True Charity
- EC2000
- Elizabeth Taylor's AIDS Foundation
- George C. Page Children’s Hospital Community Health Center
- Great Ormond Street Hospital Children's Charity
- Heal L.A.
- Heal the Kids
- Hospital de Niños Dr. Ricardo Gutierrez in Buenos Aires, Argentina
- I Have A Dream Foundation
- Juvenile Diabetes Foundation
- Los Angeles Team Mentoring Program
- Love Match
- Make-A-Wish Foundation
- Minority Aids Project
- Motown Museum
- NAACP
- National Rainbow Coalition
- Operation Christmas Child
- Ospedale pediatrico Bambino Gesù
- Overcoming Obstacles
- Partita del cuore
- Partnership for a Drug Free America
- Salvation Army
- Society of Singers
- Starlight Foundation
- Task Force for Child Survival and co.
- The Carter Center's Atlanta Project
- The Sickle Cell Research Foundation
- Transafrica
- UNICEF
- United Negro College Fund
- United Negro College Fund Ladder's of Hope
- Volunteers of America
- Watts Health Foundation
- Watts Summer Festival
- Wish Granting
- World Congress of Children
- World Summit of Children
- YMCA - 28th Street/Crenshaw